# 모라바강
모라바강(체코어, 슬로바키아어:Morava, 독일어: March 마르흐[*])은 중부 유럽을 흐르는 강이다. 길이는 358 km이며, 다뉴브강의 지류 중 하나다. 명칭은 모라바 지방을 흐르기 때문에 지어진 것으로 알려져 있다. 이 강은 체코와 폴란드의 국경에 인접한 산악지대에서 발원하며 그 분수계는 실질적으로는 불명확하다. 체코와 슬로바키아의 국경을 이루고, 다시 슬로바키아와 오스트리아와 국경을 형성하다가 슬로바키아의 수도 브라티슬라바 서쪽에서 다뉴브강으로 흘러들어간다. 강 유역은 중부 유럽에서 역사적으로 중요한 곳에 속하나, 급류를 이루어 항행에는 부적당하다. 평균 유속은 120 m3/s이다. 2006년 4월 2일 모라바강이 범람하면서 수도 프라하에서 남동쪽으로 250 km 떨어진 올로모우츠 지역 주민 수천명이 대피했으며, 독일과 국경을 접하고 있는 흐렌스코 지역에서도 주민들에게 강제 대피령이 내려졌다.

## 그림모음

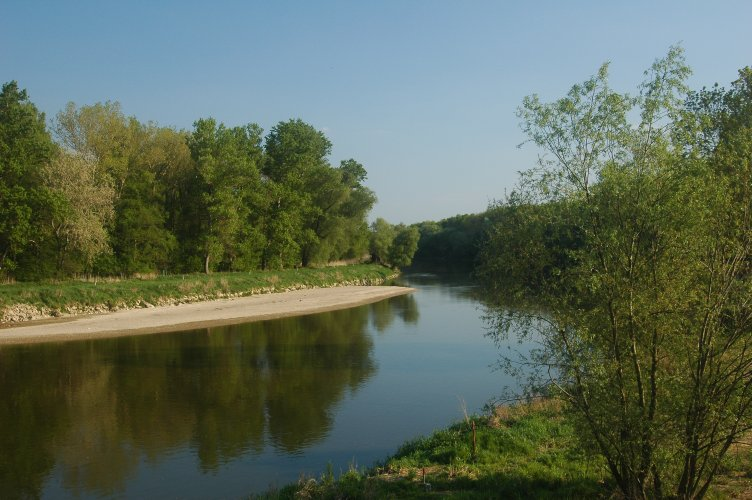
오스트리아와 슬로바키아 국경 지역의 모라바강 유역
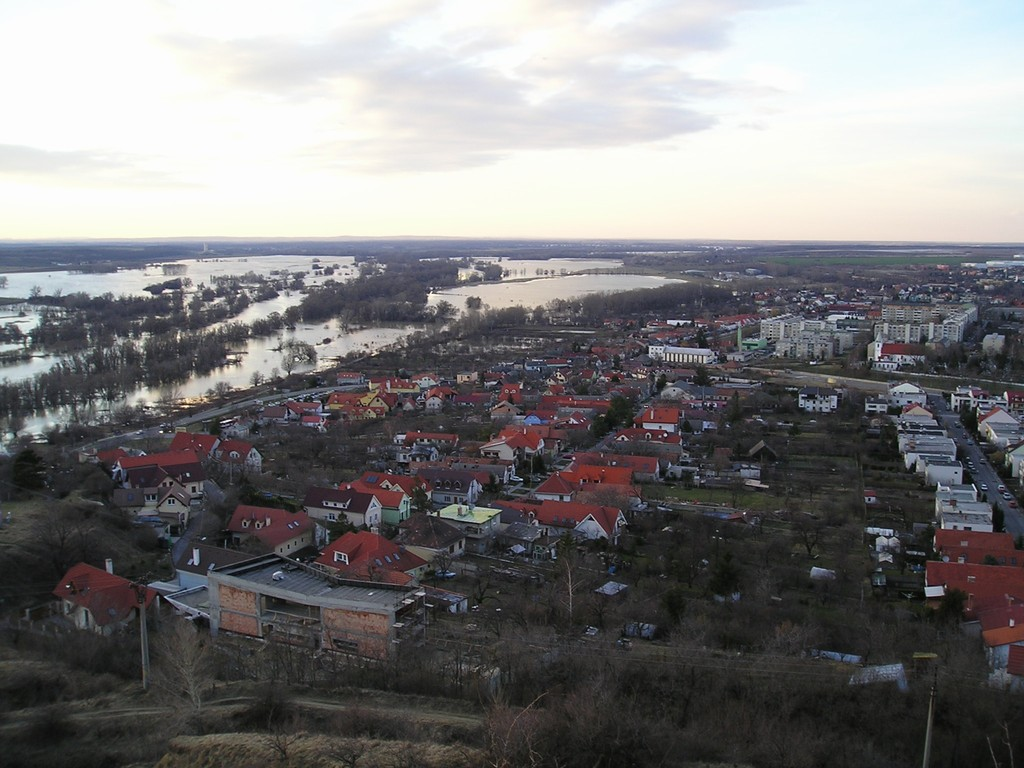
홍수기의 모라바강 모습